# Tryb wsadowy
Tryb wsadowy (ang. batch processing, batch mode) – tryb użytkowania komputera, sposób wykonywania zadań przez komputer, w którym zadania są wczytywane do pamięci, a następnie kolejno wykonywane, bez interakcji użytkownika. Tryb wsadowy umożliwia wykonywanie długotrwałych lub powtarzających się zadań bez interwencji użytkownika i bez prezentowania interfejsu użytkownika na ekranie. Kolejne zadania mogą być ze sobą powiązane, np. dane wyjściowe jednego programu mogą być przekazywane są kolejnemu, któremu posłużą jako dane wejściowe. 

## Historia
Termin „wsad” (ang. batch) pojawił się w czasach, gdy kod programów wprowadzany był do komputera za pomocą kart perforowanych, a czas pracy komputera był drogi. Karty z kodem programu przekazywano operatorowi systemu („SysOpowi”), który rezerwował termin dla jego wykonania i w stosownym momencie wprowadzał kod programu do komputera. Ponieważ „sysop” zwykle wprowadzał kilka programów naraz, całość określano jako „wsad”, a tak uruchamiane programy nazywano zadaniami wsadowymi.
Zadania wsadowe organizowane są w ten sposób, by ich realizacja przebiegała bez udziału użytkownika, dlatego ich dane wejściowe specyfikowane są jako parametry wiersza poleceń przekazywane z innych zadań poprzez mechanizm potoków. Kontrastuje to z pracą programów interaktywnych, które wymagają wprowadzania danych przez użytkownika (tryb konwersacyjny).
Historycznie przetwarzanie wsadowe związane jest z komputerami klasy mainframe – ze względów ekonomicznych większość operacji wykonywanych przez te komputery realizowana była w trybie wsadowym. Inne przyczyny były bardziej prozaiczne – terminale graficzne i interfejsy graficzne były kiedyś rzadkością.
Przetwarzanie wsadowe ma szerokie zastosowanie w systemach klasy Unix, choć elementy pracy wsadowej można spotkać również w systemach DOS.

### Zalety
- podział zasobów komputera między wielu użytkowników;
- możliwa realizacja w czasie, gdy system jest relatywnie mało obciążony[8];
- minimalizacja czasu bezczynności systemu dzięki pracy bez ingerencji człowieka[8];
- związane z powyższym efektywne wykorzystanie zasobów drogiego (zazwyczaj) systemu komputerowego.